# NGC 7656
NGC 7656 é uma galáxia lenticular (S0) localizada na direcção da constelação de Aquarius. Possui uma declinação de -19° 03' 33" e uma ascensão recta de 23 horas, 24 minutos e 31,5 segundos.
A galáxia NGC 7656 foi descoberta em 1886 por Frank Leavenworth.